# Despoluição

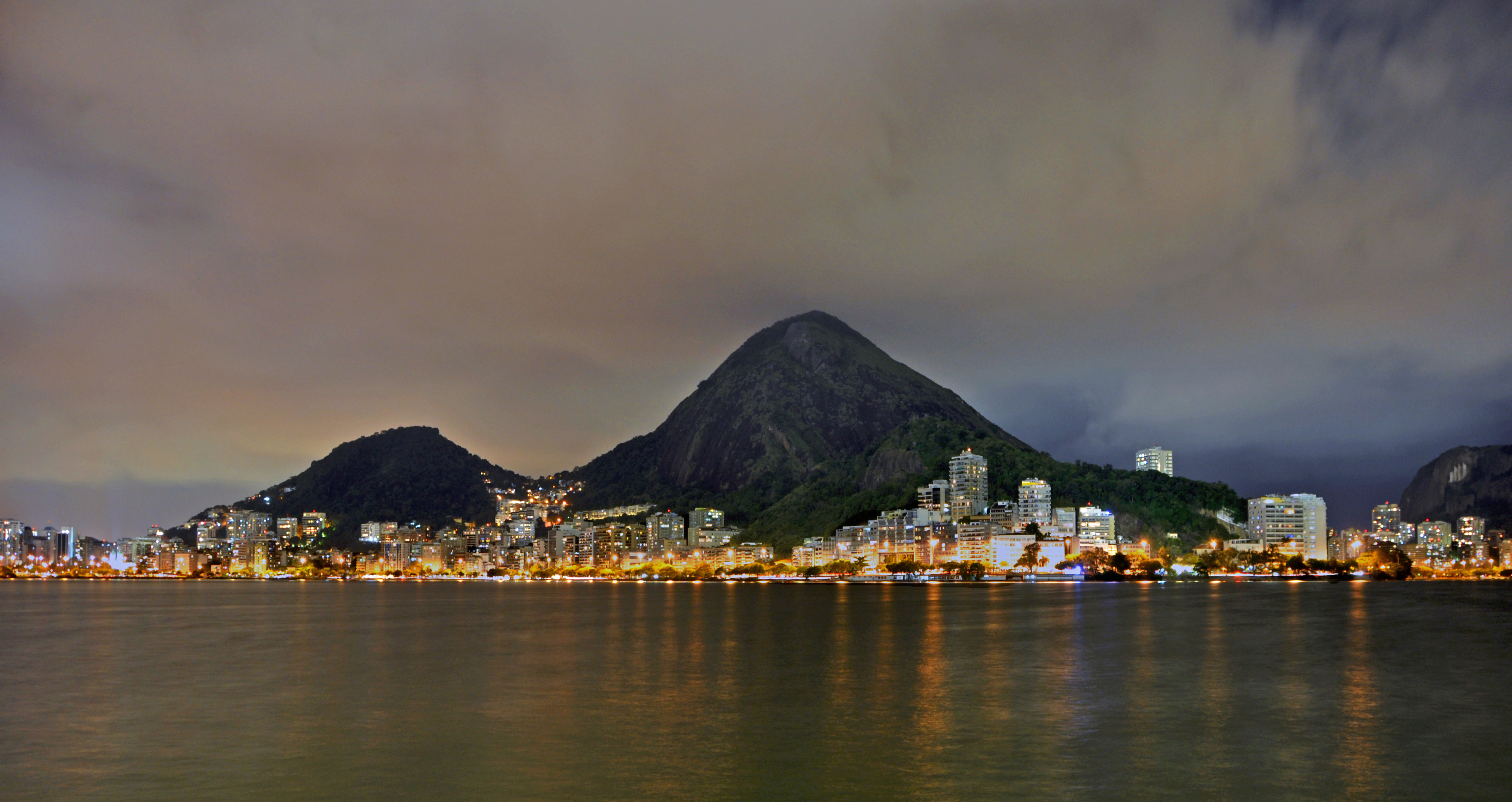
A Lagoa Rodrigo de Freitas é uma área onde diversas técnicas estão sendo aplicadas visando a sua despoluição até as Olimpíadas de 2016

Despoluição é o conjunto de processos e técnicas adotadas visando à eliminação da poluição previamente existente em um local. A poluição é um dos principais problemas ambientais do Brasil.

## Técnicas
Diferentes técnicas podem ser empregadas, variando conforme as características do local a ser despoluído. Na maior parte dos casos, essas técnicas consistem na redução do despejo dos agentes poluentes e tratamento do meio para sua limpeza. A despoluição de um rio ou um lago, por exemplo, pode envolver a eliminação dos dutos que despejam efluentes potencialmente prejudiciais ao equilíbrio ambiental da área em questão, bem como a oxigenação da água mediante aeração ou agitação e posterior dragagem para a remoção do lodo contendo poluentes que está assentado no fundo desse corpo d'água.